# Basia Liebgold
Basia Liebgold (ur. 18 listopada 1891 w Przemyślu, zm. 1942 lub 1943 w Treblince) – polska aktorka żydowskiego pochodzenia, która zasłynęła głównie z ról w przedwojennych żydowskich filmach i sztukach teatralnych w języku jidysz.

## Filmografia
- 1936: Judel gra na skrzypcach